# Qianshanyang
Die Qianshanyang-Stätte (钱山漾遗址,  Qiánshānyàng yízhǐ, englisch Qianshanyang site) ist ein neolithischer Fundort der Liangzhu-Kultur in Wuxing (Huzhou) in der chinesischen Provinz Zhejiang. Er liegt am südöstlichen Ufer des Qianshan-Sees (Qiánshān Yàng, 钱山漾).
Dort aufgefundene Seidenstoffe sind über 4.700 Jahre alt.
Die Qianshanyang-Stätte (Qianshanyang yizhi) steht seit 2006 auf der Liste der Denkmäler der Volksrepublik China (6-86).

## Nachschlagewerke
- Zhongguo da baike quanshu: Kaoguxue (Große chinesische Enzyklopädie: Band Archäologie). Beijing: Zhongguo da baike quanshu chubanshe, 1986 (Online-Text)